# Banca di Sierra Leone
La banca di Sierra Leone è la banca centrale dello stato africano della Sierra Leone.
La moneta ufficiale dello stato è il leone sierraleonese.